# 餅店駅
餅店駅（ピョンジョムえき）は、大韓民国京畿道華城市陳雁洞にある、韓国鉄道公社（KORAIL）の駅。「韓神大」という副駅名を持つ。駅番号は(P157)。
標準発音では /병점/ と発音されるが、慣用発音では濃音化して /병쩜/ としばしば読まれるため、日本語案内では「ピョンチョム」と表記されることがある。

## 乗り入れ路線
当駅に乗り入れている路線は、線路名称上は京釜線と餅店基地線の2路線であるが、京釜線は電車線を走行する京釜電鉄線電車のみが停車する。また餅店基地線は当駅が起点となっているが、餅店基地線西東灘始発の全電車が京釜電鉄線を経由して光云大駅まで直通する。この2路線は首都圏電鉄1号線系統の一部となっている。
光云大始発の大半の電車がこの駅で折り返すか、西東灘方面へ運転される。また、ソウル交通公社所属車両の列車は西東灘方面へ運転され、京釜線天安方面へは乗り入れない。

## 駅構造

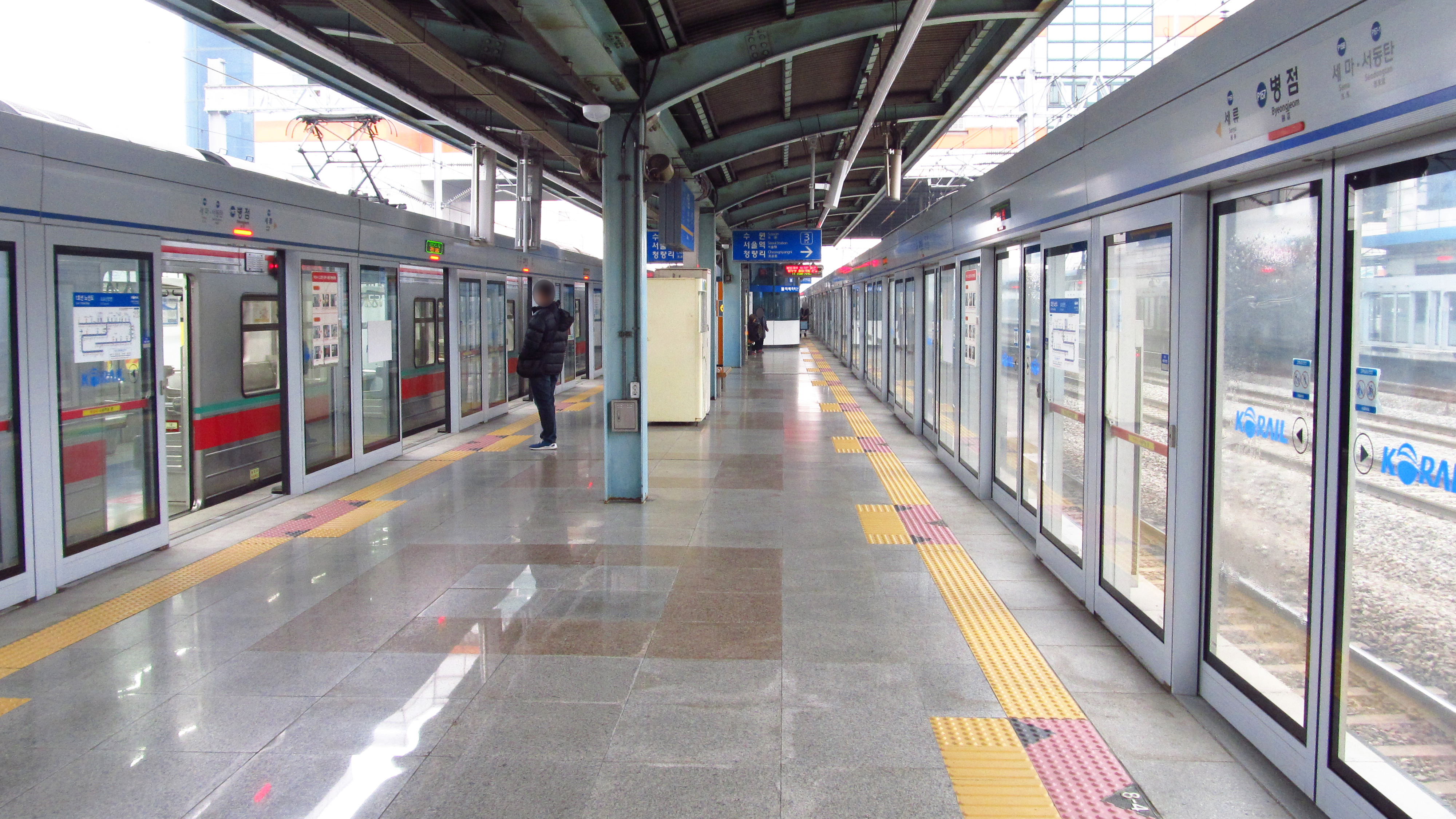
ホーム（2018年11月）

島式ホーム2面4線を有する地上駅で、橋上駅舎を持つ。
出口は1番（駅西側）と2番（駅東側）の2ヶ所がある。

### のりば
| 1    | 1号線（餅店基地線） | 西東灘行き                         |
| 2    | 1号線（京釜電鉄線） | 烏山・平沢・天安・新昌方面         |
| 3・4 | 1号線（京釜電鉄線） | 九老・ソウル駅・清凉里・光云大方面 |

- 当駅・西東灘駅始発のソウル方面列車は4番線を発着する。

## 利用状況
近年の一日平均乗車人員推移は下記の通り。
| 路線       | 乗車人員 | 乗車人員 | 乗車人員 | 乗車人員 | 乗車人員 | 乗車人員 | 乗車人員 | 乗車人員 | 乗車人員 | 注 釈 |
| 路線       | 2003年   | 2004年   | 2005年   | 2006年   | 2007年   | 2008年   | 2009年   | 2010年   | 2011年   | 注 釈 |
| ---------- | -------- | -------- | -------- | -------- | -------- | -------- | -------- | -------- | -------- | ----- |
| 京釜電鉄線 | 8494     | 9502     | 10854    | 11370    | 12682    | 15288    | 16027    | 15376    | 15087    | [ 1 ] |

## 駅周辺
- 華城東部警察署東部派出所
- 水原科学大学
- 水原大学校
- 龍珠寺
- 隆健陵（朝鮮語版）
- 長安大学校（朝鮮語版）
- 台安派出所
- 協成大学校
- 韓神大学校
- 韓国農水産大学（朝鮮語版）
- ホームプラス 餅店店
- 花山体育公園

## 歴史
- 1905年1月1日 - 普通駅として開業。
- 1950年7月3日 - 朝鮮戦争により駅舎焼失。
- 1957年5月25日 - 駅舎竣工。
- 1990年2月1日 - 配置簡易駅に格下げ。
- 1990年5月1日 - 旅客取り扱い中止。
- 2003年4月30日 - 1号線（京釜電鉄線）水原 - 餅店間7.2kmの延伸開業に伴い旅客営業を再開。
- 2005年1月20日 - 1号線（京釜電鉄線）餅店 - 天安間47.9kmが延伸開業。
- 2006年9月1日 - 副駅名「韓神大」を制定。
- 2009年9月1日 - 副駅名「韓神大」を再制定。
- 2010年2月26日 - 餅店基地線が旅客営業を開始し、餅店 - 西東灘間2.2km開業。

## 隣の駅
韓国鉄道公社　
京釜電鉄線　
急行　
水原駅 (P155) - 餅店駅 (P157) - 烏山駅 (P160)　
緩行　
細柳駅 (P156) - 餅店駅 (P157) - 洗馬駅 (P158)　
餅店基地線　 
緩行　
細柳駅（京釜電鉄線）(P156) - 餅店駅 (P157) - 西東灘駅 (P157-1)　